# Teatro Jára Cimrman

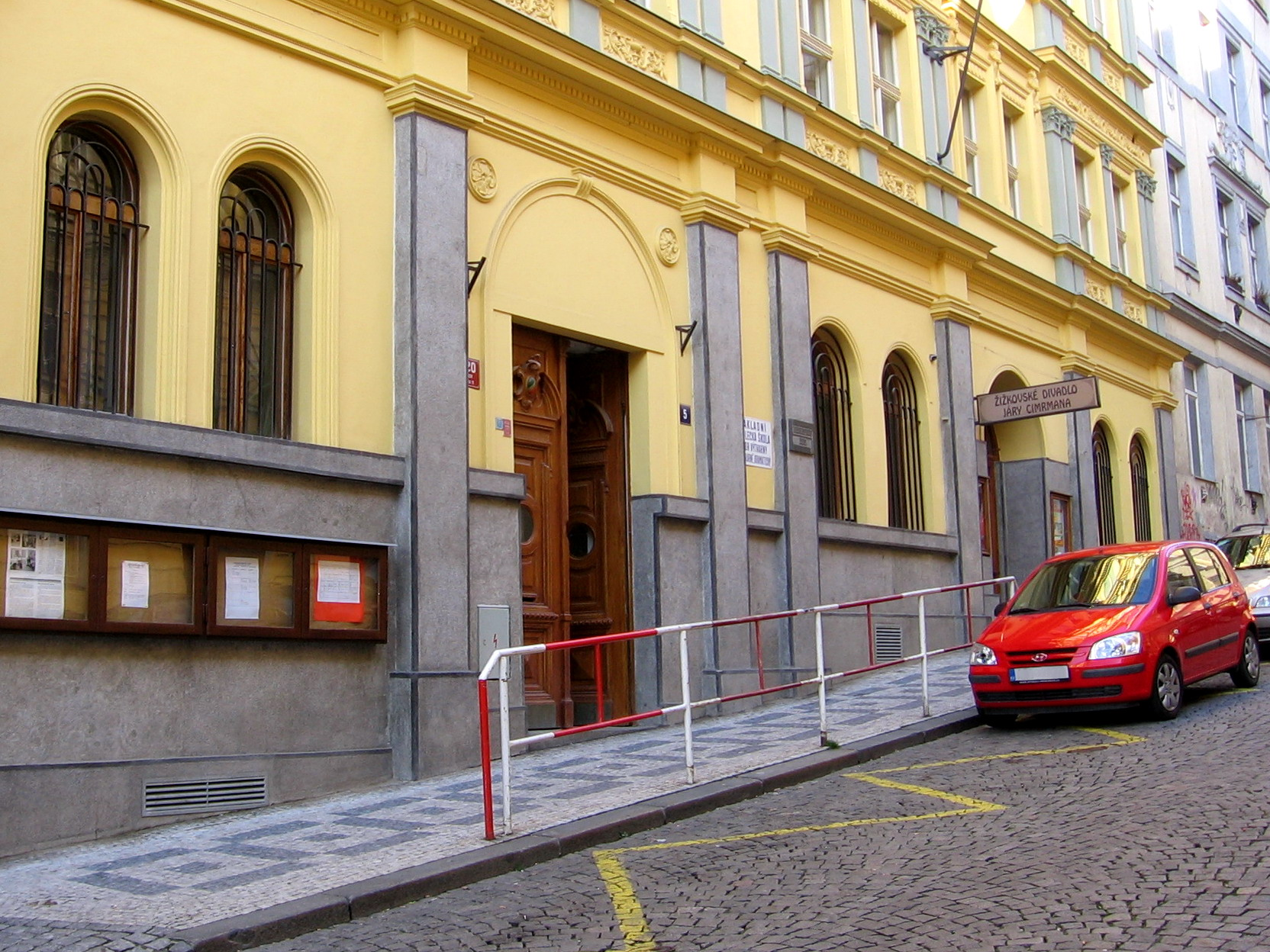
Teatro de Jára Cimrman

El teatro de Jára Cimrman es un teatro de Praga, donde podemos asistir a las famosas obras de Ladislav Smoljak y Zdeněk Svěrák sobre el ficticio genio checo Jára Cimrman. Todos los papeles son actuados por hombres. 

## La historia del teatro
La creación de este teatro fue idea de Jiří Šebánek, que en 1966 presentó su idea a Miloň Čepelka, Ladislav Smoljak y Zdeněk Svěrák. En la etapa inicial invitaron al proyecto a Karel Velebný, Jan Trtílek, Oldřich Unger a Helena Philippová. Ya ese año, el 23 de diciembre, en el programa de radio “El bar de vinos sin alcohol La Araña” el doctor Evžen Hedvábný (nombre real: Karel Velebný) anunció el descubrimiento de la herencia del genio checo Jára Cimrman.
El plan fue, para introducir el teatro nuevo, presentar dos obras de un acto: la primera escrita por Zdeněk Svěrák y Ladislav Smoljak y la segunda por Jiří Šebánek. Sin embargo, la segunda “Domácí zabíjačka” (“Matanza del cerdo”) no fue completada a tiempo y por eso la reemplazaron con una conferencia sobre la vida y obra de Cimrman. Esta estructura (la conferencia y después la obra teatral) se conserva hasta hoy día. De esta manera presentaron la obra “Akt” (“El Acto”) primero para sus familiares y conocidos (para probarla) y la presentaron al público el 4 de octubre de 1967. 
El mismo año se estrenó “Vyšetřování ztráty třídní knihy” (“La investigación de la pérdida del libro de clase”) y el próximo año “Domácí zabíjačka” la cual fue retirada del repertorio a petición del autor cuando él y Helena Philippová dejaron el teatro debido a desacuerdos artísticos.
Los años siguientes el grupo teatral tuve una serie de discrepancias con el régimen totalitario (capturadas en la película “Nejistá sezóna” (“La temporada incierta”)). El teatro tuvo que mudarse varias veces cambiar el contenido de sus obras (por ejemplo, el sexólogo Pepa del “Akt” se parecía ser un miembro de la policía) y en 1972 no pudieron actuar en el territorio de Praga. En 1985 se estrenó la película “Rozpuštěný a vypuštěný” (literalmente “Disuelto y drenado”) en motivos de la “Vražda v salóním kupé” (“El asesinato en el coupé de salón”) dirigido por Ladislav Smoljak.
Gracias a la liberación después de la revolución en 1989 no sólo pudieron presentar la obra teatral “Blaník” sino que también el personaje de Jára Cimrman se hizo más popular. Las calles y planeta enano (descubierto por el astrónomo Zdeněk Moravec) ahora lleva su nombre. En 1995 su obra “Záskok” (“El suplente”) ganó el premio del Alfréd Radok por la mejor obra teatral de 1994.

## Las Obras de Teatro
1. Akt, 1967 (El Acto)
2. Vyšetřování ztráty třídní knihy, 1967 (La investigación de la pérdida del libro de clase); Domácí zabijačka, 1968 (Matanza del cerdo)
3. Hospoda Na Mýtince, 1969 (El pub Claro – como un claro en un bosque)
4. Vražda v salóním coupé, 1970 (El asesinato en el coupé de salón)
5. Němý Bobeš, 1971 (Bobeš Mudo)
6. Cimrman v říši hudby, 1973 (Cimrman en el imperio de la música)
7. Dlouhý, Široký a Krátkozraký, 1974 (El Largo, El Ancho y El Ojostopo – es una parodia del título del cuento de hadas checo El Largo, El Ancho y El Ojoslince (literalmente “el que ve bien”)
8. Posel z Liptákova, 1977 (Mensajero de Liptákov)
9. Lijavec, 1982 (Aguacero)
10. Dobytí severního pólu, 1985 (Conquista del Polo Norte)
11. Blaník, 1990
12. Záskok, 1994 (El Suplente)
13. Švestka, 1997 (La Ciruela)
14. Afrika, 2002 (Afrika)
15. České nebe, 2008 (El Cielo checo)